# Sophie Zahrtmann
Mette Sophie Zahrtmann (1841-1925) fue una enfermera y diaconisa danesa. Zahrtmann se convirtió en Hermana Superiora del Instituto Danés de Diaconisas en Copenhague tras el fallecimiento de su fundadora, Louise Conring, en 1891. Se la recuerda por ampliar la red de diaconisas en Dinamarca con más hogares y centros de atención, y por incorporar la teoría a los cursos de formación para enfermeras.

## Biografía
Zahrtmann nació el 23 de julio de 1841 en Vammen, al noroeste de Viborg, hija de Johan Henrich Zahrtmann y su esposa, Marie Dorothea Poulsen. Tuvo seis hermanos y se crio en la rectoría de Hatting, cerca de Horsens, donde su padre era cura párroco. Como su primo, el pintor Kristian Zahrtmann, se interesó por el arte y tomó clases de pintura y dibujo.
En 1855, cuando su hermana fue operada en el hospital Frederiks, en Copenhague, Søren Kierkegaard murió en el hospital; esto despertó el interés de Zahrtmann en el filósofo. También quedó admirada por Ilia Fibiger, la primera enfermera profesional de Dinamarca, que trabajaba en la institución médica. Luego del fallecimiento de su madre, quiso seguir una carrera, pero su padre la convenció de que se quedara en casa, cuidando a sus hermanas menores. La rectoría sufrió durante la Guerra de los Ducados de 1864 , lo que le causó a Zahrtmann una considerable angustia de la que nunca se recuperó del todo. Poco antes de la muerte de su padre en 1867, recibió su permiso para convertirse en diaconisa. Sin embargo, primero pasó cuatro años en Aarhus , cuidando a dos niños ciegos. 
Durante la guerra de los Ducados en 1864, Zahrtmann vivió experiencias de las que nunca se acabaría de recuperar. Poco antes de la muerte de su padre en 1867, recibió su permiso para convertirse en diaconisa. Sin embargo, primero pasó cuatro años en Aarhus, donde cuidó a dos niños ciegos.

## Trayectoria
En 1872 comenzó su formación en el Instituto de Diaconisas de Estrasburgo, al que eligió en vez del de Copenhague porque pensó que allí hallaría más comprensión con respecto a las pérdidas de Dinamarca en la guerra, ya que Alsacia había sido anexada a Alemania en 1870. Mientras estaba en el exterior, trabajó un tiempo en un gran hospital de Neuchâtel; también pasó brevemente por el Instituto de Diaconisas de París. Sin embargo, se apegó a la casa de Estrasburgo, donde se instaló como diaconisa en 1877.
En 1879 la asignaron al Instituto de Diaconisas de Copenhague, donde tuvo un papel central en la formación de nuevas hermanas en la enfermería y en ética cristiana. Una de sus innovaciones más importantes fue introducir la teoría de la enfermería como parte del curso. También hizo énfasis en la importancia de un acercamiento religioso, sobre la base de las enseñanzas de su padre. Cada vez se volvió más popular entre sus alumnas y trajo una atmósfera agradable al instituto. Cuando Louise Corning falleció, en 1891, Zhartmann tomó el puesto de hermana superiora, y expandió la red de diaconisas a lo largo de Dinamarca, con nuevas sedes y centros de salud. También mantuvo contactos al sur de la frontera de su país, en Schleswig-Holstein, y con frecuencia invitaba a las hermanas que hablaran danés a sus cursos de enfermería, dirigidos por Ingeborg Schrøder. Hacia 1913 los cursos de formación se habían formalizado y tenían una duración de dos años, de los cuales seis meses se dedicaban solo a la teoría.
Cuando se retiró en 1914, se trasladó a la casa de las diaconisas en Gentofte, para evitar completamente cualquier interferencia con su sucesora, Victoria Jensen. Durante su jubilación escribió varios artículos sobre Louise Conrig, además de sus memorias; estos textos luego se publicaron bajo el título de Den danske Diakonissestiftelses Årbog.
Sophie Zahrtmann falleció el 4 de mayo de 1925 en el distrito de Frederiksberg (Copenhague) y sus restos descansan en el cementerio del parque Solbjerg.